# Aureobasidium pullulans
Aureobasidium pullulans is een gistvormende schimmel, die behoort tot de ascomyceten uit de familie Saccotheciaceae. Het meeste komt de ongeslachtelijke vorm (anamorf) voor, maar de schimmel heeft ook een weinig voorkomende geslachtelijke vorm (teleomorf), die waarschijnlijk voorkomt onder de naam Discosphaerina fagi. De schimmel komt in veel uiteenlopende biotopen voor en wordt bijvoorbeeld gevonden in de grond, in de lucht, in water en op vele plantenoppervlakken. De schimmel kan tegen hoge en lage temperaturen, hoge zoutgehalten en zeer zure omgevingen. Aureobasidium pullulans komt voor als epifyt of endofyt op of in appelbomen, wijnstokken, pompoenen, sperziebonen en kool. Verder komt de schimmel voor in bijvoorbeeld badkamers, wasruimtes en op vochtige muren.
De schimmel kan zich beschermen door de vorming van structuren bestaande uit mannitol en trehalose.
Stammen van Aureobasidium pullulans worden in de biotechnologie gebruikt voor de productie van verschillende enzymen (amylase, proteïnase, lipase, cellulase, xylanase, mannanase, transferases), sideroforen, polysachariden (pullulaan) en  eetbare eencellige micro-organismen (enkelcellig eiwit). Verder wordt de schimmel gebruikt voor de biologische bestrijding van schimmels en bacteriën, die bijvoorbeeld tijdens het bewaren optreden en van bacterievuur in appelboomgaarden.
De gladde gistcellen hebben een dunne wand en zijn verschillend in grootte en vorm. Op een PDA-voedingsbodem (Potato Dextrose Agar) zijn de kolonies in het begin geel, creme-achtig, lichtroze of lichtbruin. Na 3 - 4 dagen verkleuren ze zwart, worden ze glad en bedekt met slijm. De kolobies kleuren zwart door de vorming van chlamydosporen en door de vorming van melanine in de schimmeldraden. De schimmeldraden zijn glad met een dunne celwand en 2 - 16 μm dik. Ze vormen een compact mycelium. De schimmel kan ook macro- en microconidia vormen.

## Variëteiten
- Aureobasidium pullulans var. pullulans
- Aureobasidium pullulans var. melanogenum
- Aureobasidium pullulans var. subglaciale
- Aureobasidium pullulans var. namibiae